# メアリー・ペアレント
メアリー・ペアレント（Mary Parent, 1968年 - ）は、アメリカ合衆国の映画プロデューサーである。

## 来歴
パラマウント映画子会社のディスラプション・エンターテインメントの社長である。以前はメトロ・ゴールドウィン・メイヤーのワールドワイド・モーション・ピクチャー・グループの会長、ユニバーサル・ピクチャーズの製作社長を務めていた。

## 人物
2004年にペアレントとスコット・ステューバーはユニバーサル・ピクチャーズの世界製作副会長に任命され、翌2005年にはストューバー/ペアレント・プロダクションズと契約を結んだ。ストューバー/ペアレントでは『ぼくたちの奉仕活動』（2008年）、『ミート・ザ・ジェンキンズ』（2008年）、『キングダム/見えざる敵』（2007年）、『トラブル・マリッジ カレと私とデュプリーの場合』（2006年）が製作された。2013年には『パシフィック・リム』、2014年には『ノア 約束の舟』と『GODZILLA ゴジラ』、2015年には『スポンジ・ボブ 海のみんなが世界を救Woo!』と『レヴェナント: 蘇えりし者』が公開された。

## フィルモグラフィ
| 年   | 作品                                                                             | クレジット |
| ---- | -------------------------------------------------------------------------------- | ---------- |
| 1996 | SET IT OFF Set It Off                                                            | 製作総指揮 |
| 1997 | Mr.ダマー2 1/2 Trial and Error                                                   | 製作総指揮 |
| 1998 | カラー・オブ・ハート Pleasantville                                               | 製作総指揮 |
| 2006 | トラブル・マリッジ カレと私とデュプリーの場合 You, Me and Dupree                 | 製作       |
| 2007 | キングダム/見えざる敵 The Kingdom                                                | 製作総指揮 |
| 2008 | ミート・ザ・ジェンキンズ Welcome Home, Roscoe Jenkins                            | 製作       |
| 2008 | ぼくたちの奉仕活動 Role Models                                                   | 製作       |
| 2013 | パシフィック・リム Pacific Rim                                                   | 製作       |
| 2014 | ノア 約束の舟 Noah                                                               | 製作       |
| 2014 | GODZILLA ゴジラ Godzilla                                                         | 製作       |
| 2015 | スポンジ・ボブ 海のみんなが世界を救Woo! The SpongeBob Movie: Sponge Out of Water | 製作       |
| 2015 | レヴェナント: 蘇えりし者 The Revenant                                            | 製作       |
| 2017 | モンスタートラック Monster Trucks                                                | 製作       |
| 2017 | キングコング:髑髏島の巨神 Kong: Skull Island                                     | 製作       |
| 2018 | パシフィック・リム: アップライジング Pacific Rim: Uprising                       | 製作       |
| 2019 | 名探偵ピカチュウ Pokémon Detective Pikachu                                       | 製作       |
| 2020 | エノーラ・ホームズの事件簿 Enola Holmes                                          | 製作       |
| 2021 | ゴジラvsコング Godzilla vs. Kong                                                 | 製作       |
| 2021 | DUNE/デューン 砂の惑星 Dune                                                      | 製作       |
| 2024 | ゴジラxコング 新たなる帝国 Godzilla x Kong: The New Empire                       | 製作       |